# Дещинський Леонтій Євгенович
Лео́нтій Євге́нович Дещи́нський (*30 жовтня 1930) — український науковець у галузі військової історії України. Доктор історичних наук, професор. Академік АН ВШ України з 2000 р.

## Біографія
Народився в с. Княгинин Дубнівського району Рівненської обл. У 1951–1962 рр. — директор СШ на Дубенщині, у 1963–1972 рр. — зав. відділу Дубнівського міськ- та райвиконкомів, у 1973–1974 рр. — доцент кафедри історії НУ «Львівська політехніка», у 1992–2005 рр. — директор Інституту гуманітарних і соціальних наук НУ «Львівська політехніка» й паралельно — завідувач кафедри історії науки і техніки України. З 2005 р. — професор кафедри історії науки і техніки України НУ «Львівська політехніка».

## Наукова діяльність
Сфера наукових інтересів: 
- національно-визвольні змагання українського народу в боротьбі за свою державність (1917–1921 рр.);
- революційні події у військах Південно-Західного, Румунського фронтів і Чорноморського флоту влітку 1917 і початку 1918 рр.;
- Збройні Сили України: історія і сучасність;
- історія освіти, науки і техніки України.

Брав участь у розробці спільно з науковцями з Польщі (Краків, Познань, Варшава), Німеччини (Мюнхен, Берлін), Франції (Париж) наукових тем із військової історії та історичних наук XX ст.
Був організатором створення міжнародного наукового центру при Національному університеті «Львівська політехніка» з професійної підготовки фахівців для сфери соціальних послуг «Інтеграція», а також західноукраїнських центрів із вивчення Голокосту й Голодомору в Україні при Інституті гуманітарних та соціальних наук Національного університету «Львівська політехніка».
Опублікував понад 360 наукових праць, з них 10 монографій. Автор навчальних посібників з історії України та її державності, історії науки і техніки України, міжнародних відносин, з української і зарубіжної культури тощо.
Підготував 38 кандидатів і 6 докторів наук.
Голова спеціалізованої вченої ради із захисту дисертацій з військової історії України, відповідальний редактор фахового вісника з військової історії та історичних наук «Держава та армія». Заслужений діяч науки і техніки України. Відмінник освіти України.
24 березня 2012 р. Л. Є. Дещинському призначено довічну державну стипендію.

## Науковий доробок
Вибрані публікації:
- Історія України та її державності: Навч. посібник / Л. Є. Дещинський, І. О. Гаврилів, Я. Я. Денісов та ін. — Львів: Бескид Біт, 2008. — 444 с.
- Історія науки і техніки України: Монографія / Л.Є.Дещинський, Я.Я.Денісов, Т.Г.Замлинський. — Львів: Растр 7, 2011. — 328 с.
- Історія України та її державності: Навчальний посібник // Л. Дещинський, І. Гаврилів, Р. Зінкевич, Ж. Мина, В. Тарабан, В. Виздрик. – Серія «Дистанційне навчання». №25. – Львів, 2005. − 384 с.
- Українська та зарубіжна культура: Навч. посіб. / Л. Є. Дещинський, Я. Я. Денісов, Л. В. Цубов, М. П. Скалецький, Н. М. Барановська, О. Г. Макарчук ; За ред. Л. Є. Дещинського. −4-е вид., переробл. і доповн. — Л. : Бескид Біт, 2005. — 304 с. — Бібліогр.: с. 298—303.